# 平重衡

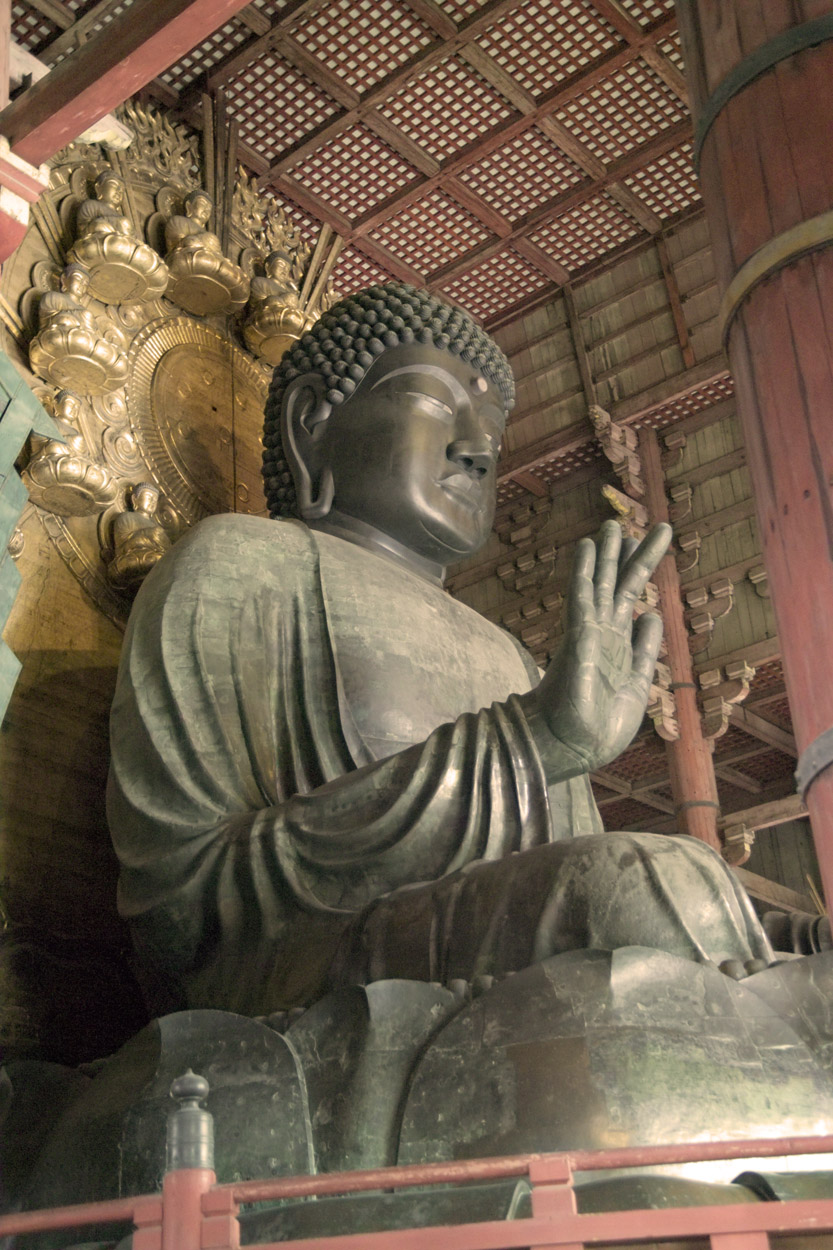
重衡軍による焼き討ちを受けた東大寺盧舎那仏像（再建）

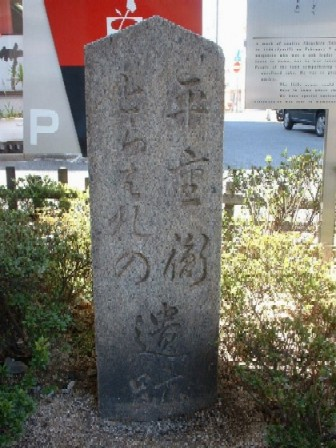
兵庫県神戸市須磨区にある平重衡捕らわれの遺跡

平 重衡（たいら の しげひら）は、平安時代末期の平家の武将・公卿。平清盛の五男。母は清盛の継室・平時子。三位中将と称された。
平氏政権の大将の一人として各地で戦い、南都焼討を行って東大寺大仏や興福寺を焼亡させた。治承・寿永の乱（源平合戦）においては墨俣川の戦いや水島の戦いで勝利して活躍するが、一ノ谷の戦いで捕虜になり、鎌倉へ護送された。平氏滅亡後、南都衆徒の要求で引き渡され、木津川畔で斬首された。その将才は「武勇の器量に堪ふる」（『玉葉』治承5年閏2月15日条）と評される一方、その容姿は牡丹の花に例えられたという。

## 生涯
父の清盛は保元の乱、平治の乱を勝ち抜いて平氏政権を樹立。継室の時子の子として生まれた重衡は幼少にして叙位し、平氏の公達として順調に昇進を重ね、治承3年（1179年）、23歳で左近衛権中将に進んだ。
だが、平氏の権勢の高まりは後白河法皇・院近臣との軋轢を生み、同年11月、清盛はクーデターを起こして院政を停止する（治承三年の政変）。この事件の際に重衡は後白河法皇への奏上を行う使者となっている。
翌治承4年（1180年）5月、以仁王の挙兵が起こり、重衡は甥の平維盛と共に大将軍として出陣した。この反乱は早期に鎮圧されたが、その後も反平氏の挙兵が各地で相次いだ。8月に源頼朝が伊豆国で挙兵し、同年10月の富士川の戦いで平氏の追討軍を破り、関東を制圧した。さらに後白河院と密接につながる園城寺や、関白・松殿基房配流に反発する興福寺も公然と反平氏活動を始めた。

### 南都焼討
重衡は清盛の命により、12月11日に園城寺を攻撃し寺を焼き払うと、12月25日に大軍を率いて南都（奈良）へ向かった。興福寺衆徒は奈良坂と般若寺に垣楯・逆茂木を巡らせて迎え撃つ。河内方面から侵攻した重衡の4万騎は興福寺衆徒の防御陣を突破し、南都へ迫った。28日、重衡の軍勢は南都へ攻め入って火を放ち、興福寺、東大寺の堂塔伽藍一宇残さず焼き尽し、多数の僧侶達が焼死した。この時に東大寺大仏も焼け落ちた。『平家物語』では、福井庄下司次郎太夫友方が明りを点ける為に民家に火をかけたところ風に煽られて延焼して大惨事になったとしているが、『延慶本平家物語』では計画的放火であった事を示唆している。放火は合戦の際の基本的な戦術として行われたものと思われるが、大仏殿や興福寺まで焼き払うような大規模な延焼は、重衡の予想を上回るものであったと考えられる。
この南都焼討は平氏の悪行の最たるものと非難され、実行した重衡は南都の衆徒からひどく憎まれた。翌治承5年（1181年）閏2月4日、清盛は死去する。また清盛の後を追うかのように清盛の盟友的存在で舅だった藤原邦綱も同年の閏2月23日に薨去して重衡の後ろ盾も万全なものではなくなり、後に甥の清宗に一時期位階を抜かれる事になる。同年3月、大将軍として墨俣川の戦いに赴き、源行家・義円軍を破り、源氏の侵攻を食い止めた。ところが、寿永元年（1182年）9月には、重衡の郎従が従弟である平経正の郎従と衝突を起こしてしまう。これは、経正の父である平経盛が重衡の兄である宗盛に謝罪をしたことで収拾したが、平家一門の分裂を危惧させる事態となった（『吉記』寿永元年9月11日条）。

### 一門都落ち
寿永2年（1183年）5月の倶利伽羅峠の戦いと6月の篠原の戦いで平維盛の軍が源義仲に大敗し、平氏は京の放棄を余儀なくされた。重衡も妻の輔子と共に都落ちした。
重衡は勢力の挽回を図る中心武将として活躍。同年10月の備中国・水島の戦いで足利義清を、同年11月の室山の戦いで再び源行家をそれぞれ撃破して源義仲に打撃を与えた。翌寿永3年（1184年）正月、源氏同士の抗争が起きて義仲は鎌倉の頼朝が派遣した源範頼と義経率いる鎌倉源氏軍によって滅ぼされた。この間に平氏は摂津国・福原まで進出して京の奪回をうかがうまでに回復していた。
だが、同年2月の一ノ谷の戦いで平氏は源範頼・義経の鎌倉源氏軍に大敗を喫し、敗軍の中、重衡は馬を射られて捕らえられた。重衡を捕らえたのは『平家物語』では梶原景季と庄高家、『吾妻鏡』では梶原景時と庄家長とされる。重衡は京へ護送され、土肥実平が囚禁にあたった。後白河法皇は藤原定長を遣わして重衡の説得にあたるとともに、讃岐国・屋島に本営を置く平氏の総帥・平宗盛に三種の神器と重衡との交換を交渉するが、これは拒絶された。
しかし『玉葉』の2月10日条によると、この交換は重衡の発案によるものであり、使者は重衡の郎党だった。
同年3月、重衡は梶原景時によって鎌倉へと護送され、頼朝と引見した。その後、狩野宗茂（茂光の子）に預けられたが、頼朝は重衡の器量に感心して厚遇し、妻の北条政子などは重衡をもてなすために侍女の千手の前を差し出している。頼朝は重衡を慰めるために宴を設け、工藤祐経（宗茂の従兄弟）が鼓を打って今様を謡い、千手の前は琵琶を弾き、重衡が横笛を吹いて楽しませている。『平家物語』は鎌倉での重衡の様子を描いており、千手の前は琵琶を弾き、朗詠を詠って虜囚の重衡を慰め、この貴人を思慕するようになった。
元暦2年（1185年）3月、壇ノ浦の戦いで平氏は滅亡し、この際に平氏の女達は入水したが、重衡の妻の輔子は助け上げられ捕虜になっている。

### 最期
同年6月9日、焼討を憎む南都衆徒の強い要求によって、重衡は南都へ引き渡されることになり、源頼兼の護送のもとで鎌倉を出立。22日に東大寺の使者に引き渡された。『平家物語』には、一行が輔子が住まう日野の近くを通った時に、重衡が「せめて一目、妻と会いたい」と願って許され、輔子が駆けつけ、涙ながらの別れの対面をし、重衡が形見にと額にかかる髪を噛み切って渡し、「来世で同じ蓮の上に」と祈ってほしいと伝えるという哀話が残されている。『愚管抄』にも日野で重衡と輔子が再会したという記述がある。
23日、重衡は木津川畔にて斬首され、奈良坂にある般若寺門前で梟首された。享年29。なお、斬首前に法然と面会し、受戒している。

## 死後
妻の輔子はうち捨てられていた重衡の遺骸を引き取り、南都大衆（だいしゅ）から首も貰い受けて荼毘に付し、日野に墓を建てた。現在、この墓は京都市伏見区の団地の中に残っている。また輔子は高野山にも遺骨を葬らせ、その後、大原に隠棲した建礼門院に仕えた。夫婦の間に子は無かった。
重衡が斬首された木津川畔の京都府木津川市木津宮ノ裏の安福寺には重衡の供養塔がある。また梟首された般若寺にも供養塔がある。能『重衡』では、奈良阪の墓地にある石製の笠塔婆から迷い出た重衡の霊が旅の僧に供養を頼む描写がある。能『重衡』が成立した室町時代、奈良阪には奈良市民の惣墓があり、その一角に存在した笠塔婆は重衡の墓だと信じられていた。この石塔は現在、般若寺に移築されているが、重衡の墓ではないことが分かっている。
重衡の死の3年後に鎌倉の千手の前は若くして死んだ。人々は亡き重衡を恋慕して憂死したのだと噂した。
東大寺盧舎那仏像は重源の大勧進によって再建され、建久6年（1195年）に大仏殿の落慶法要が行われた。戦国時代に松永久秀によって再び焼亡し、現在のものは江戸時代に再建されたものである。

## 遺児
『鶴岡八幡宮供僧次第』によれば、重衡の子とされる僧がおり、建保7年（1219年）の源実朝暗殺の際に公暁の共犯の疑いで取り調べを受けている。嫌疑はすぐに晴れたが、平家の出身者が鎌倉幕府から疑いの目を向けられていた事が伺われる。
他にも遺児の重度が重衡の処刑後に信濃国に勢力をもっていた仁科氏を頼って現在の安曇野市明科東川手名九鬼に落ち延び、そこで名を降旗氏に改め隠れ住んでいたという。
また信濃小笠原氏の系図によると、小笠原長経の次男で赤沢氏の祖である赤沢清経の母は重衡の娘と書かれている。
京都市伏見区にある善願寺の「服帯地蔵」と呼ばれる地蔵菩薩坐像は、保元元年頃に重衡の安産祈願の際に七条仏所の仏師により作られたと伝わっている。また重衡の妻の藤原輔子が安産を祈願してその後無事に授かったので本堂が寄進されたという。

## 人物

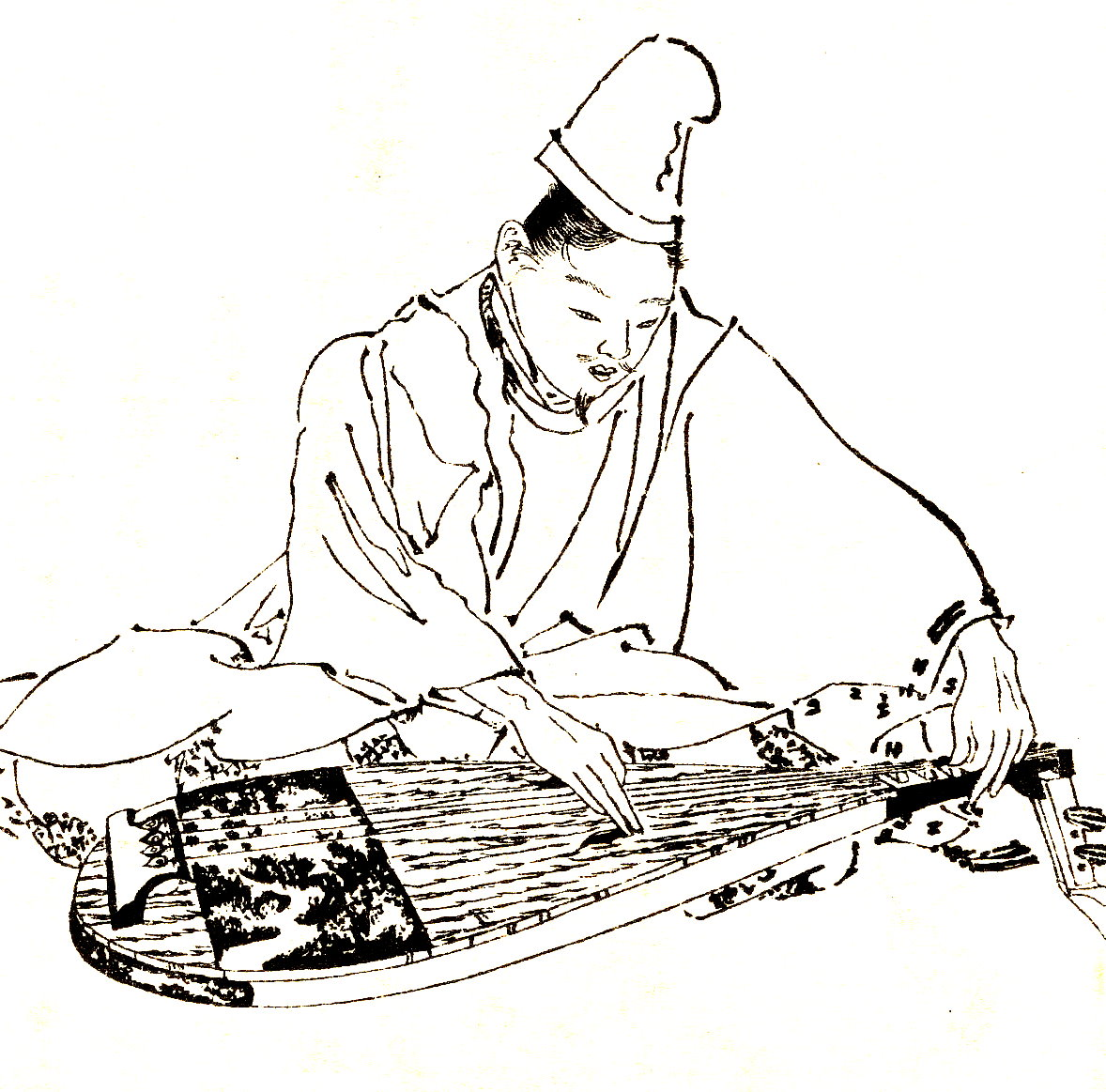
平重衡（菊池容斎画 / 江戸時代）

『建礼門院右京大夫集』や『平家公達草紙』によると、重衡はちょっとした事でも人のために心遣いをする人物であり、いつも冗談を言い、怖い話で女房を怖がらせたり、退屈していた高倉天皇をなぐさめるために、強盗のまねごとをして天皇を笑わせたりしたというエピソードが残されている。容貌については「なめまかしくきよらか」と書かれている。江戸時代に書かれた『平家公達草紙』によると、都落ちの際、常に遊んでいた式子内親王の御所に武者姿で別れの挨拶に訪れた際には、親しんだ女房たちが大勢涙にくれたという。しかし、同時代を生きた右京大夫による『建礼門院右京大夫集』では「平清経の中将」とあり、同じ中将の誤伝と考えてもよい。
後白河上皇の50歳の祝賀の儀の際に、維盛が青海波を舞ったことは『建礼門院右京大夫集』『安元御賀記』等で言及された出来事であるが、鎌倉時代に編纂された『平家公達草紙』では「頭中将重衡」がこの場にいたこととされ、さらに後代には「頭中将重衡」が維盛と舞ったと認識されるようになる。ただしこれは事実ではなく、実際に維盛と共に舞ったのは藤原成宗など別の貴族であり、当時の重衡の官職は頭中将ではなかった。『源氏物語』では光源氏が頭中将と共に青海波を舞ったという記述がある。これにより、美しい光源氏の舞の相手役は頭中将であるという概念があった。重衡が維盛の相手役とされたのは、「頭中将」役にふさわしい優美で、女性の心を捉えた貴人であると重衡が捉えられていたことにある。
『吾妻鏡』では頼朝との対面で「囚人の身となったからには、あれこれ言う事もない。弓馬に携わる者が、敵のために捕虜になる事は、決して恥ではない。早く斬罪にされよ」と堂々と答えて周囲を感歎させた。千手の前と工藤祐経との遊興では、朗詠を吟じて教養の高さを見せ、その様子を聞いた頼朝が、立場を憚ってその場に居合わせなかった事をしきりに残念がっている。

## 和歌
重衡は『玉葉和歌集』に歌が選ばれている勅撰歌人であり、『平家物語』などにも歌が残されている。
- 『玉葉和歌集』巻第8 旅歌

宮こをすみうかれて後、安楽寺へまいりてよみ侍りける
住みなれし 古き都の 恋しさは 神もむかしに 思ひしるらむ
- 『月詣和歌集』巻第一 正月 賀

湖上霞といふことをよめる
さざ浪の 音はへだてず 八重霞 志賀のから崎 立ちこむれども
- 『月詣和歌集』巻第十 十月哀傷

高倉院の御ことを思ひ出て今上御時内裏にさふらいける女房のもとへ申遣しける
すみかはる 月を見つつぞ 思ひ出る おほ原山の いにしへの空
- 『平家物語』語り本、一方流米沢本「巻十 内裡女房」

涙河 うき名をながす 身なりとも いま一たびの 逢せともがな
逢ふことも 露の命も もろともに 今宵ばかりや 限りなるらん
- 『平家物語』語り本、一方流米沢本「巻十 海道下り」

故郷も 恋ひしくもなし 旅の空 都もつひの すみかならねば
- 『平家物語』語り本、一方流米沢本「巻十二　重衡の斬られ」

せきかねて 涙のかかる 唐衣 のちの形見に ぬぎぞかへぬる
- 『平家物語』八坂流二類本「巻第八 名虎」

大夫種直ばかりぞ候らひける同き十九日に平家の一門安楽寺に詣でつゝ天神法楽の為に歌よみ朗詠してあそばれける中にも本三位の中将重衡
住なれし ふるき都の 恋しさに 神もむかしを おもひ出らめ
香川県高松市牟礼町牟礼にある眉間山白毫院六萬寺には「嬉しくも 遠山寺に たづね来て 後のうき世を もらしつる哉」という歌が伝えられている。
山陽電鉄須磨寺駅前にある「平重衡とらわれの松跡」の案内板には、「ささほろや 波ここもとに 打ちすぎて 須磨でのむこそ 濁り酒なれ」という歌が記されているが、どの史料にもこの歌は記されておらず、出典は不明である。

## 『平家物語』における重衡
重衡は時子の産んだ子としては3番目の男子であり、武門の家では嫡男とそうでないものの立場は大きく異なるため、本来ならば重衡はさほど注目される存在ではなかった。同じような立場の清盛の弟である経盛、教盛、頼盛、忠度らがほとんど役割がないのに対し、重衡の扱いは突出している。
平徳子が安徳天皇を出産した際には、重衡は中宮亮として、徳子の出産を皆に伝える晴々しい役割を担っている。さらに以仁王が挙兵した際には、総大将として三井寺や興福寺、般若寺といった奈良の寺を攻めていたり、一ノ谷の戦いで捕虜となった後は、捕らえられた重衡のことを、都の人々が清盛にとっても時子にとっても「おぼえの御子」で「重き」存在であったと噂しているシーンがある。さらに巻第十では、半分近くが重衡について語られており、巻第十一で亡くなるまで、かなり注目されている。
『平家物語』覚一本巻第十「内裏女房」によれば、生捕りになった後、囚われの身の重衡のところに、かつて仕えていた侍の知時が訪れ、実平の許しを得て一晩無聊を慰める機会があったという。重衡は思いがけないことに喜びの涙を流し、知時と昔話に耽る。話がかつて交際のあった内裏で働く女房のことになり、重衡は知時に手紙を届けてほしいと述べる。内裏にやってきた知時が声をかけると、女房は日頃の慎みも忘れ、自ら端近まで出て手紙を受け取った。知時は重衡のもとに帰り、女房が罪人重衡のことを思っているのを知った重衡は、牛車を遣わして、束の間会うことになった。和歌を交わし、短い時間ながらも会うことのできた女房は、重衡の死後に、出家して重衡の菩提を弔い続けたという。この話は、内裏で働く身分のある貴族の女性が、戦場で血を浴びて穢れたばかりでなく、多くの罪もない人や大仏を焼いてしまった重衡に、未だに愛情を持っている姿を描くことで、重衡が真の悪人ではなく、運と仏に見放された気の毒な貴人と印象づけている。
重衡は東大寺を焼いてしまい、隠れていた女子供や老僧を何千人も焼死させたばかりか、大仏の首が焼け落ちるという事態を引き起こし、捕虜となった後には、都の中を罪人として引き回され、鎌倉へ移送されて源頼朝と対面し、最期は奈良の僧兵に引き渡されて首を晒されている。これを基に人物像を作れば、大悪人として書くことは容易であり、勧善懲悪の観点からも非常に描きやすいのにもかかわらず、多くの章を割いて、多くの人に愛される存在として描かれている。これは「誰が見てもはっとするほど美しい甥の維盛」と対比的に描こうとした『平家物語』作者の意図であり、重衡と同時代に生きた人々の証言に見える、清盛の息子という高い地位や立場を気にせず、女性たちに気軽に声をかける姿と重なっている。

## 官歴
※日付 = 旧暦

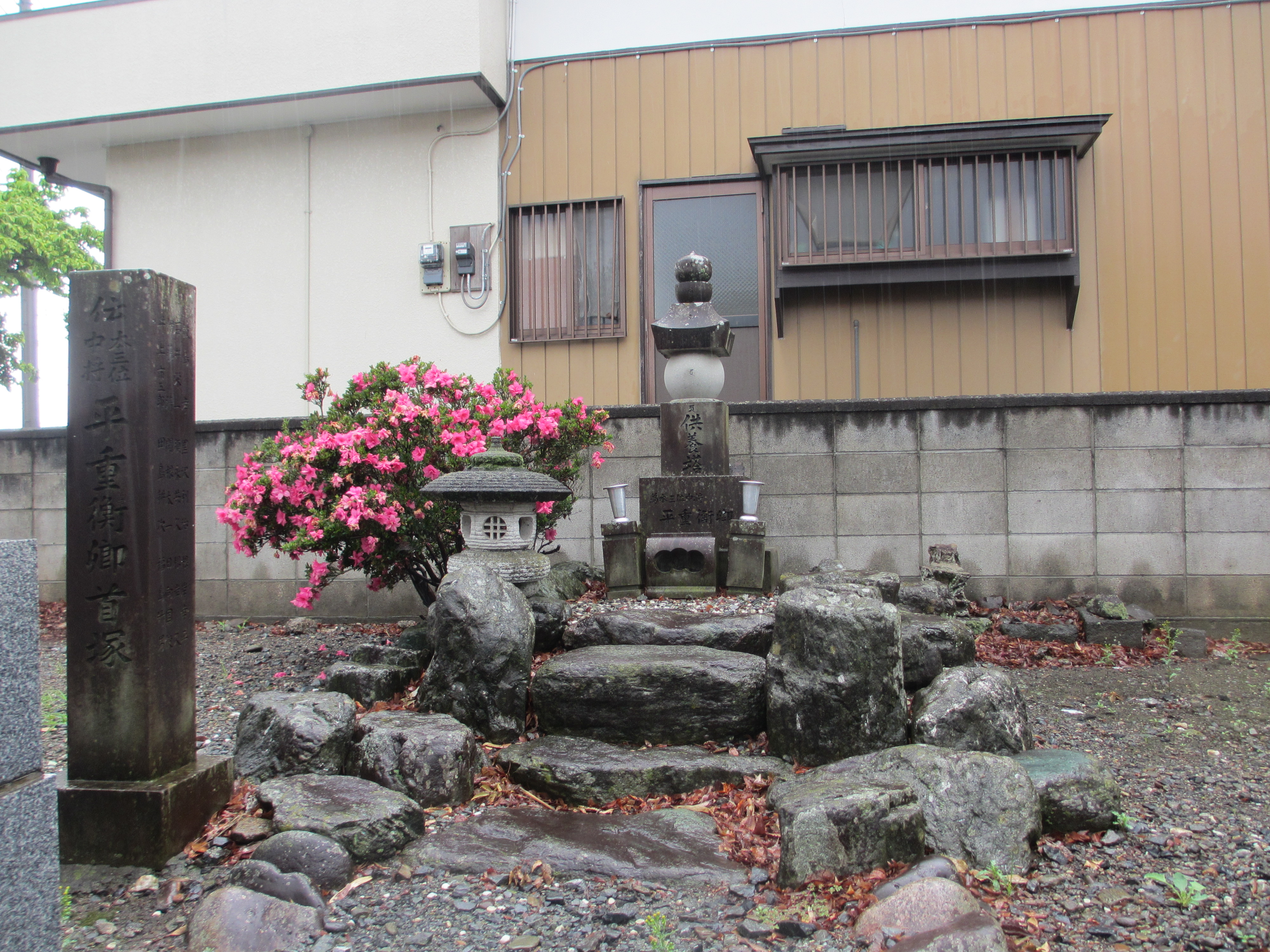
伝平重衡卿首塚（埼玉県本庄市児玉町蛭川214-3 駒形神社隣 国道462号沿い）

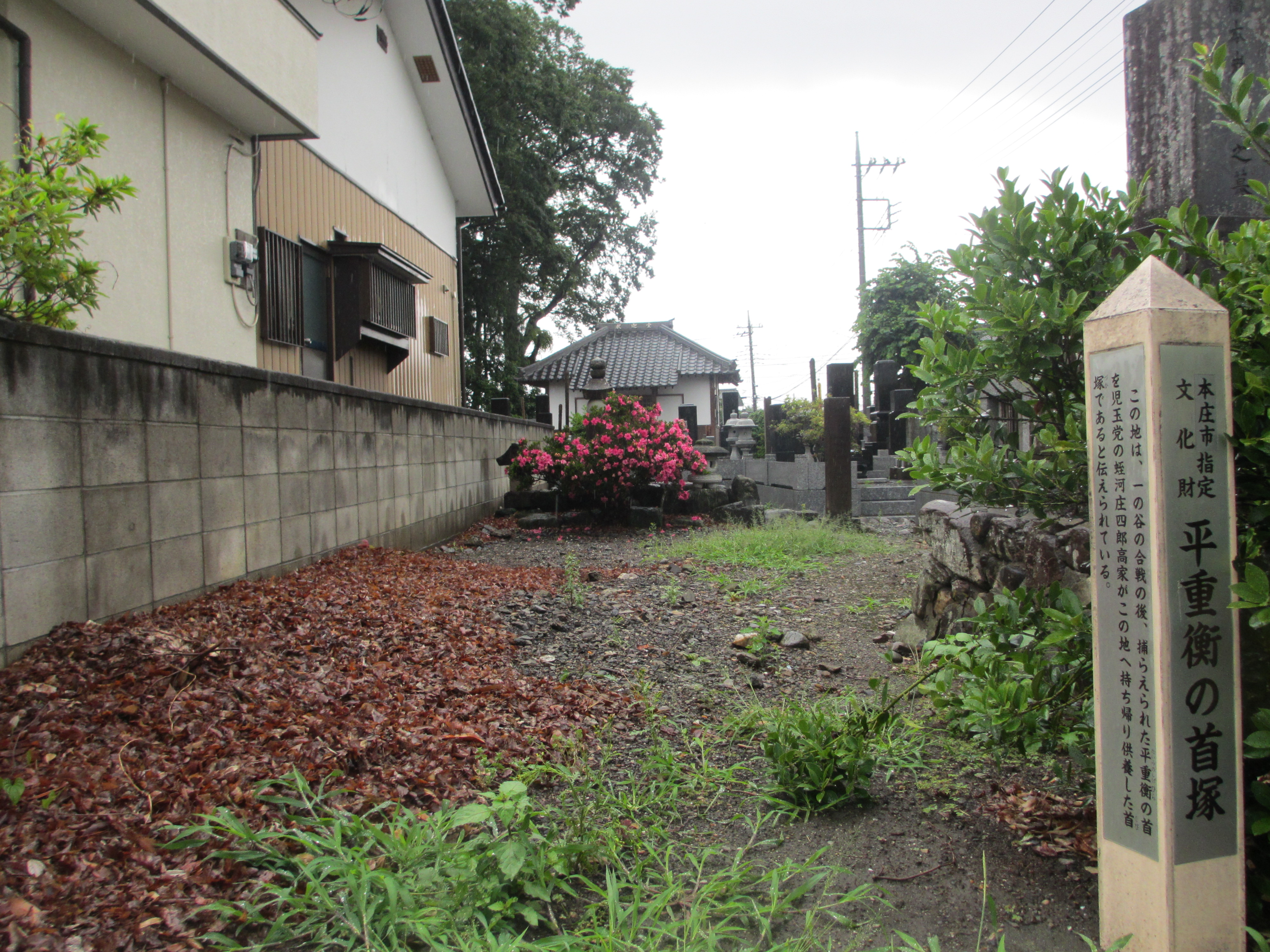
平重衡の首塚史跡標識（最寄りは八高線児玉駅だが、本数は少ない）

- 応保2年（1162年・6歳）12月23日：従五位下
- 応保3年（1163年・7歳）正月24日：尾張守（平頼盛の後任）
- 仁安元年（1166年・10歳）
  - 11月18日：従五位上（中宮・藤原育子御給）
  - 12月30日：左馬頭（平宗盛の後任）
- 仁安3年（1168年・12歳）
  - 正月6日：正五位下（女御・平滋子御給）
  - 8月4日：従四位下
- 嘉応3年（1171年・15歳）正月6日：従四位上（建春門院御給）
- 承安2年（1172年・16歳）
  - 2月10日：中宮亮（中宮・平徳子）
  - 2月17日：正四位下
- 治承2年（1178年・22歳）12月15日：春宮亮（東宮・言仁親王）。左馬頭如元。中宮亮を辞任。
- 治承3年（1179年・23歳）
  - 正月19日：左近衛権中将、元左馬頭。
  - 12月14日：左中将を辞任。春宮亮如元。
- 治承4年（1180年・24歳）
  - 正月28日：蔵人頭
  - 2月21日：新帝（安徳天皇）蔵人頭。春宮亮を辞任。
- 治承5年（1181年・25歳）5月26日：左中将に還任。従三位。
- 養和2年（1182年・26歳）3月8日：但馬権守兼任
- 寿永2年（1183年・27歳）
  - 正月7日：正三位（建礼門院御給）
  - 8月6日：解官

## 系譜
- 父：平清盛（1118-1181）
- 母：平時子（1126-1185） - 平時信の娘
- 正室：藤原輔子 - 藤原邦綱次女
- 妾：内裏女房左衛門佐
- 妾：千手の前（1165-1181） - 駿河手越長者の娘
- 生母不明の子女
  - 男子：良智 - 鶴岡八幡宮僧
  - 男子：平重度?
  - 女子：小笠原長経室?
- 養子
  - 女子：平衡子 - 少将局、安徳天皇掌侍

## 関連作品
テレビドラマ
- 『新・平家物語』（1972年、NHK大河ドラマ 演：大島郁文 → 長澄修）
- 『義経』（2005年、NHK大河ドラマ、演：岡田慶太→細川茂樹）
- 『平清盛』（2012年、NHK大河ドラマ、演 : 新田海統→辻本祐樹）

テレビアニメ
- 『平家物語』（2022年、フジテレビ、声：宮崎遊）